# Farven
Farven is een gemeente in de Duitse deelstaat Nedersaksen. De gemeente maakt deel uit van de Samtgemeinde Selsingen in het Landkreis Rotenburg (Wümme).
Farven telt 610 inwoners.
Tot Farven, dat in 1132 voor het eerst in een document wordt vermeld, behoort het dorpje Byhusen, alsmede enige gehuchten. 
Mensen uit de Trechterbekercultuur in de Jonge Steentijd (3500-2800 v.C.) hebben bij Byhusen een hunebed opgericht, waarvan nog enige schamele resten bewaard zijn gebleven.

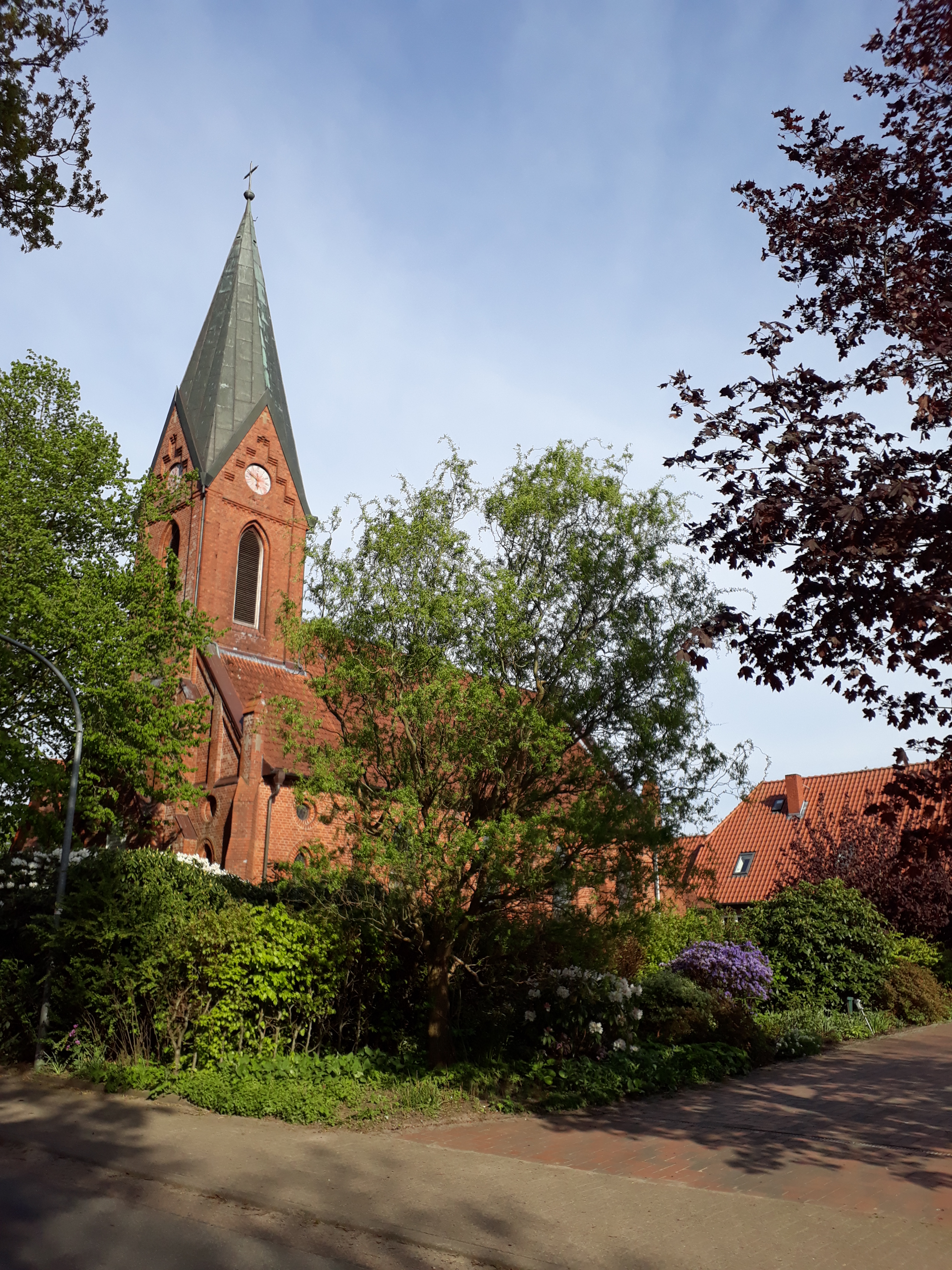
Kerkje van Farven (1910)
Klokkentoren te Byhusen

- Gemeinsame Normdatei: 2130015-X
- Virtual International Authority File: 122673833

Ahausen · 
Alfstedt · 
Anderlingen · 
Basdahl · 
Bötersen · 
Bothel · 
Breddorf · 
Bremervörde · 
Brockel · 
Bülstedt · 
Deinstedt · 
Ebersdorf · 
Elsdorf · 
Farven · 
Fintel · 
Gnarrenburg · 
Groß Meckelsen · 
Gyhum · 
Hamersen · 
Hassendorf · 
Heeslingen · 
Hellwege · 
Helvesiek · 
Hemsbünde · 
Hemslingen · 
Hepstedt · 
Hipstedt · 
Horstedt · 
Kalbe · 
Kirchtimke · 
Kirchwalsede · 
Klein Meckelsen · 
Lauenbrück · 
Lengenbostel · 
Oerel · 
Ostereistedt · 
Reeßum · 
Rhade · 
Rotenburg · 
Sandbostel · 
Scheeßel · 
Seedorf · 
Selsingen · 
Sittensen · 
Sottrum · 
Stemmen · 
Tarmstedt · 
Tiste · 
Vahlde · 
Vierden · 
Visselhövede · 
Vorwerk · 
Westertimke · 
Westerwalsede · 
Wilstedt · 
Wohnste · 
Zeven